# أوتو شانكار
أوتو شانكار (بالإنجليزية: Auto Shankar)‏ (21 يناير 1954 في تشيناي - 27 أبريل 1995 في تاميل نادو) قاتل متسلسل من الهند.